# 4月5日 (旧暦)
旧暦4月5日（きゅうれきしがついつか）は旧暦4月の5日目である。六曜は友引である。

## できごと
- 永延元年（ユリウス暦987年5月5日） - 寛和より永延に改元
- 慶長14年（グレゴリオ暦1609年5月8日） - 琉球の尚寧王が薩摩藩主・島津家久に降伏
- 元和元年（グレゴリオ暦1615年5月2日） - 徳川家康が大坂再征の為に駿府を出発
- 寛文4年（グレゴリオ暦1664年4月30日） - 江戸幕府が寛文朱印改を行って、全ての大名の所領を確定させる。
- 明治5年（グレゴリオ暦1872年5月11日） - 東京府が女子の断髪禁止令を発布

## 誕生日
- 天保8年（グレゴリオ暦1837年5月9日） - 入江九一、長州藩士（+ 1864年）
- 明治元年（グレゴリオ暦1868年4月27日） - 内田魯庵、評論家・小説家（+ 1929年）

## 忌日
- 宝応元年（ユリウス暦762年5月3日） - 玄宗、唐の6代皇帝（* 685年）
- 文政10年（グレゴリオ暦1827年4月30日） - 高田屋嘉兵衛、海運業者・国後島沖でロシア軍艦に拿捕される（* 1769年）